# Майтріпа
Майтріпа (1007 — 1077), — махасіддха, видатний індійський майстер, хранитель лінії передачі махамудри, яка потім лягла в основу школи Каг'ю тибетського буддизму, другий вчитель Марпи-перекладача.
Близькою лінією традиції Каг'ю вважається лінія повчань, яку Марпа отримав в Індії безпосередньо від свого гуру Наропи.
Дальньою лінією вважається лінія махамудри, яку Марпа отримав від Майтріпи. До цієї лінії належать чотири майстри: Сараха, Нагарджуна, Сабара і сам Майтріпа.
Майтріпа, останній з майстрів дальньої лінії передачі Махамудри, народився в 1007 в сім'ї браміна. Вчився в університеті Наланда. Його першим вчителем був Наропа, який дав йому тантри Чакрасамвари і Хеваджри і  велів знайти дружину для практики у Варджраяні. Проте тоді Майтріпа відкинув пораду Наропи і віддав перевагу вивченню філософії.
Він отримав присвячення бхікшу від Сантіпи з Вікрамашили, отримавши ім'я Майтрі на честь бодхисаттви Майтреї. У Вікрамашилі викладав сам Атіша. Майтріпа практикував медитацію Ваджрайогині, але вживання алкоголю як священного засобу для цієї медитації призвело до сутичок з рештою ченців. Увага Атіши була привернута до цього, і він вигнав Майтріпу за порушення правил вінаї.
Деякий час потому Майтріпа отримав веління від бодхисаттви Авалокітешвари відправитися у подорож по південній Індії, де він повинен зустрітися із призначеним     йому вчителем Сабарою.
Потім Майтріпа отримав від Сабари вчення, яке згодом було передано Марпі і увійшло до системи Каг'ю. Він також мав безліч інших учнів, таких, як Ваджрапані, якому він також передав махамудру, і кашмірський учений Анандакірті, який отримав передачу уттаратантрашастри Майтреї.